# 孫蔡吐媚
孫蔡吐媚，MH，廣東東莞人。仁濟醫院董事局第五十六屆主席 (2023-2024)。仁濟醫院顧問局副主席。荃灣區撲滅罪行委員會委員。丈夫是著名企業家孫少文。 
2014年獲香港浸會大學頒授榮譽大學院士。2016年捐助成立仁濟醫院孫蔡吐媚睦鄰社區服務中心。2018獲香港商報「2018傑出商界女領袖」。2024年獲頒授榮譽勳章。

## 馬主生涯
孫氏伉儷名下賽駒被稱為「威武」系、「數碼」系，當中包括寶威武、威武雄獅、吉祥駿駒、揚帆順風、威武勇駒、威武覺醒、威武寶寶、威武良駒、威武威威、威武年代、數碼世界、數碼先鋒等等。